# Phalaenopsis wilsonii
Espèce
Phalaenopsis wilsonii est une espèce d'orchidées du genre Phalaenopsis.